# Битка при Требия (1799)
Битката при Требия (19 юни 1799) е сражение, част от Втората антифренска коалиция между французите и руско-австрийските войски.
Победители са австро-руснаците с генерал Александър Суворов по време на своя Италиански поход срещу французите на генерал Жак Макдоналд. Въпреки че противниковите войски са приблизително равни по брой, австро-руснаците побеждават французите.